# Rallye Portugal 2007

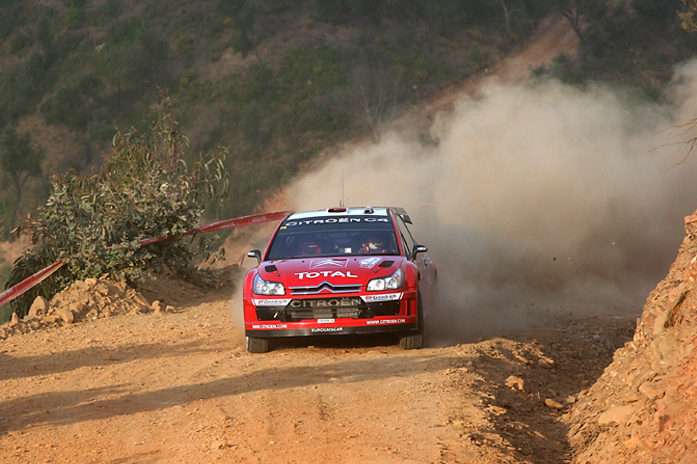
Sébastien Loeb und Daniel Elena im Citroën C4 WRC bei der Rallye Portugal 2007

Die 41. Rallye Portugal war der fünfte von 16 FIA-Weltmeisterschaftsläufen 2007. Die Rallye bestand aus 18 Wertungsprüfungen und wurde zwischen dem 29. März und dem 1. April ausgetragen.

## Bericht
Am Anfang der Rallye Portugal hatte Ford-Werkspilot Marcus Grönholm die Führung übernommen, doch in der letzten Prüfung des Freitags übernahm Sébastien Loeb (Citroën) die Führung mit einem knappen Vorsprung von etwas mehr als drei Sekunden. Der Samstag brachte die Vorentscheidung, Loeb hatte die bessere Reifenwahl getroffen. Er konnte den Vorsprung bis zum Abend auf über 40 Sekunden ausbauen.
Alle Ford-Fahrer, die von M-Sport ausgerüstet wurden, also auch die Werkspiloten, bekamen am Sonntagabend nach der Rallye eine Fünfminutenstrafe wegen 0,5 Millimeter zu dünnen Hinterscheiben. Gemäß Homologation waren 3,5 Millimeter verlangt, die Ford-Seitenscheiben waren aber nur 3 Millimeter dick. Die Stewarts räumten ein, dass die Autos dadurch keinen Vorteil hatten, verwiesen aber darauf, dass trotzdem ein Regelverstoß vorliege. Ford hatte die Fenster vor der Einpassung falsch vermessen. Das Team hatte die Strafe akzeptiert und keinen Widerspruch gegen die Entscheidung eingelegt.
Damit wurde nicht nur das Gesamtklassement der Rallye verschoben, sondern auch die WM-Wertungen. Auf die Podestplätze hinter Sieger Loeb rückten Subaru-Pilot Petter Solberg und Loebs Teamkollege Dani Sordo nach, Grönholm und Mikko Hirvonen rutschten auf die Ränge vier und fünf ab. Loeb führte die Fahrer-Weltmeisterschaft mit 38, vor Grönholm mit 37 und Hirvonen mit 30 Punkten an. Ford führte weiterhin in der Hersteller-Weltmeisterschaft vor Citroën mit 67 zu 59 Punkten.

## Klassifikationen

### Endresultat
| Pos.   | Fahrer               | Beifahrer           | Auto               | Zeit      | Rückstand | Punkte |
| WRC    | WRC                  | WRC                 | WRC                | WRC       | WRC       | WRC    |
| ------ | -------------------- | ------------------- | ------------------ | --------- | --------- | ------ |
| 1      | Sébastien Loeb       | Daniel Elena        | Citroën C4 WRC     | 3:53:33.1 | 00:00.0   | 10     |
| 2      | Petter Solberg       | Phil Mills          | Subaru Impreza WRC | 3:56:47.0 | 03:13.9   | 8      |
| 3      | Daniel Sordo         | Marc Marti          | Citroën C4 WRC     | 3:58:38.4 | 05:05.3   | 6      |
| 4      | Marcus Grönholm      | Timo Rautiainen     | Ford Focus RS WRC  | 3:59:10.2 | 05:37.1   | 5      |
| 5      | Mikko Hirvonen       | Jarmo Lehtinen      | Ford Focus RS WRC  | 4:00:41.2 | 07:08.1   | 4      |
| 6      | Daniel Carlsson      | Denis Giraudet      | Citroën Xsara WRC  | 4:01:46.3 | 08:13.2   | 3      |
| 7      | Gigi Galli           | Giovanni Bernacchni | Citroën Xsara WRC  | 4:03:12.7 | 09:39.6   | 2      |
| 8      | Jari-Matti Latvala   | Miikka Anttila      | Ford Focus RS WRC  | 4:04:18.0 | 10:44.9   | 1      |
| JWRC   |                      |                     |                    |           |           |        |
| 1 (14) | Per-Gunnar Andersson | Jonas Andersson     | Suzuki Swift S1600 | 4:22:43.4 | 29:10.3   | 10     |
| 2 (15) | Urmo Aava            | Kuldar Sikk         | Suzuki Swift S1600 | 4:22:47.1 | 29:14.0   | 8      |
| 3 (18) | Jozef Béreš jun.     | Petr Starý          | Renault Clio S1600 | 4:30:32.3 | 36:59.2   | 6      |
| 4 (21) | Jaan Mölder jr.      | Katrin Becker       | Suzuki Swift S1600 | 4:41:06.8 | 11:56.5   | 5      |
| 5 (22) | Andrea Cortinovis    | Flavio Zanella      | Renault Clio S1600 | 4:37.37.2 | 44:04.1   | 4      |
| 6 (26) | Manuel Rueda Sánchez | Borja Rozada        | Renault Clio R3    | 4:43:38.1 | 50:05.0   | 3      |
| 7 (30) | Shaun Gallagher      | Clive Jenkins       | Citroën C2 S1600   | 4:49:23.3 | 55:50.2   | 2      |
| 8 (32) | Vilius Rožukas       | Audrius Šošas       | Suzuki Swift S1600 | 4:55:58.3 | 1:02:25.2 | 1      |

### Wertungsprüfungen
| Tag                               | WP                     | WP Name           | Länge   | Start MEZ       | Fahrer            | Auto              | Zeit        | Ø km/h         | Leader          |
| Tag 1 29. März                    |                        |                   |         |                 |                   |                   |             |                |                 |
| --------------------------------- | ---------------------- | ----------------- | ------- | --------------- | ----------------- | ----------------- | ----------- | -------------- | --------------- |
| Tag 1 29. März                    | WP1                    | Estadio Algarve 1 | 2,03 km | 18:35           | Marcus Grönholm   | Ford Focus RS WRC | 02:05.8     | 62,96 km/h     | Marcus Grönholm |
| Tag 2 30. März                    |                        |                   |         |                 |                   |                   |             |                | Marcus Grönholm |
| Service Estádio Algarve 10:30 Uhr |                        |                   |         |                 |                   |                   |             |                | Marcus Grönholm |
| WP2                               | Tavira 1               | 19,92 km          | 11:27   | Mikko Hirvonen  | Ford Focus RS WRC | 14:07.5           | 84,62 km/h  |                | Marcus Grönholm |
| WP3                               | Serra de Tavira 1      | 24,38 km          | 12:27   | Marcus Grönholm | Ford Focus RS WRC | 16:30.1           | 88,61 km/h  |                | Marcus Grönholm |
| WP4                               | São Brás de Alportel 1 | 16,08 km          | 13:15   | Sébastien Loeb  | Citroën C4 WRC    | 11:24.3           | 87,86 km/h  |                | Marcus Grönholm |
| WP5                               | Tavira 2               | 19,92 km          | 15:44   | Marcus Grönholm | Ford Focus RS WRC | 13:52.3           | 86,16 km/h  |                | Marcus Grönholm |
| WP6                               | Serra de Tavira 2      | 24,38 km          | 16:44   | Sébastien Loeb  | Citroën C4 WRC    | 16:10.2           | 90,43 km/h  |                | Marcus Grönholm |
| WP7                               | São Brás de Alportel 2 | 16,08 km          | 17:32   | Sébastien Loeb  | Citroën C4 WRC    | 11:10.6           | 89,65 km/h  | Sébastien Loeb |                 |
| Service Estádio Algarve 18:30 Uhr |                        |                   |         |                 |                   |                   |             | Sébastien Loeb |                 |
| Tag 2 31. März                    |                        |                   |         |                 |                   |                   |             | Sébastien Loeb |                 |
| Service Estádio Algarve 09:30 Uhr |                        |                   |         |                 |                   |                   |             | Sébastien Loeb |                 |
| WP8                               | Silves – Ourique 1     | 30,69 km          | 10:48   | Sébastien Loeb  | Citroën C4 WRC    | 21:36.5           | 85,22 km/h  | Sébastien Loeb |                 |
| WP9                               | Ourique 1              | 24,88 km          | 11:37   | Sébastien Loeb  | Citroën C4 WRC    | 14:59.9           | 99,49 km/h  | Sébastien Loeb |                 |
| WP10                              | Almodóvar 1            | 20,89 km          | 12:32   | Sébastien Loeb  | Citroën C4 WRC    | 11:40.5           | 107,31 km/h | Sébastien Loeb |                 |
| Service Estádio Algarve 14:12 Uhr |                        |                   |         |                 |                   |                   |             | Sébastien Loeb |                 |
| WP11                              | Silves – Ourique 2     | 30,69 km          | 15:50   | Sébastien Loeb  | Citroën C4 WRC    | 20:16.0           | 90,86 km/h  | Sébastien Loeb |                 |
| WP12                              | Ourique 2              | 24,87 km          | 16:39   | Sébastien Loeb  | Citroën C4 WRC    | 14:35.0           | 102,32 km/h | Sébastien Loeb |                 |
| WP13                              | Almodóvar 2            | 20,89 km          | 17:34   | Sébastien Loeb  | Citroën C4 WRC    | 11:38.6           | 107,6 km/h  | Sébastien Loeb |                 |
| Service Estádio Algarve 19:00 Uhr |                        |                   |         |                 |                   |                   |             | Sébastien Loeb |                 |
| Tag 3 1. April                    |                        |                   |         |                 |                   |                   |             |                |                 |
| Service Estádio Algarve 08:00 Uhr |                        |                   |         |                 |                   |                   |             |                |                 |
| WP14                              | Loulé – Almodóvar 1    | 17,60 km          | 09:07   | Mikko Hirvonen  | Ford Focus RS WRC | 11:18.0           | 93,45 km/h  |                |                 |
| WP15                              | Loulé 1                | 22,08 km          | 09:39   | Sébastien Loeb  | Citroën C4 WRC    | 14:09.3           | 96,22 km/h  |                |                 |
| Service Estádio Algarve 11:15 Uhr |                        |                   |         |                 |                   |                   |             |                |                 |
| WP16                              | Loulé – Almodóvar 2    | 17,60 km          | 12:42   | Marcus Grönholm | Ford Focus RS WRC | 11:11.1           | 94,41 km/h  |                |                 |
| WP17                              | Loulé 2                | 22,08 km          | 13:14   | Marcus Grönholm | Ford Focus RS WRC | 14:02.0           | 97,05 km/h  |                |                 |
| WP18                              | Estadio Algarve 2      | 2,03 km           | 15:00   | Sébastien Loeb  | Citroën C4 WRC    | 02:06.8           | 62,46 km/h  |                |                 |

Quelle:

### Gewinner Wertungsprüfungen
| WP              | Anzahl | Fahrer          | Auto              |
| --------------- | ------ | --------------- | ----------------- |
| 4, 6–13, 15, 18 | 11     | Sébastien Loeb  | Citroën C4 WRC    |
| 1, 3, 5, 16, 17 | 5      | Marcus Grönholm | Ford Focus RS WRC |
| 2, 14           | 2      | Mikko Hirvonen  | Ford Focus RS WRC |

### Fahrer-WM nach der Rallye
| Pos. | Fahrer          | Punkte |
| ---- | --------------- | ------ |
| 1    | Sébastien Loeb  | 38     |
| 2    | Marcus Grönholm | 37     |
| 3    | Mikko Hirvonen  | 30     |
| 4    | Dani Sordo      | 19     |
| 5    | Petter Solberg  | 16     |

### Team-Weltmeisterschaft
| Pos. | Team               | Punkte |
| ---- | ------------------ | ------ |
| 1    | Ford WRT           | 67     |
| 2    | Citroën WRT        | 59     |
| 3    | Subaru WRT         | 27     |
| 4    | Stobart Ford WRT   | 21     |
| 5    | Kronos Citroën WRT | 21     |